# Вавро, Милан
Милан Вавро (словац. Milan Vavro; 21 сентября 1933, Братислава — 9 декабря 2011, Вышне-Гаги, Прешовский край) — словацкий художник (портретист, карикатурист, график, иллюстратор, мультипликатор). Долгое время был редактором юмористического журнала Roháč.

## Образование и карьера
В 1954 году закончил Братиславскую высшую школу изобразительных искусств. С 1982-го по 1985 годы учился в аспирантуре философского факультета университета им. Коменского в Братиславе. 

Карьеру художника начал в 1949 году как карикатурист журнала Roháč. Позже стал заведовать его художественным отделом. Работал также в мультипликации — в частности, над анимационным сериалом «Приключения Карандаша» (словац. Ceruzkine príhody, 1978). В 1990-е годы некоторое время занимал должность креативного директора анимационной студии в Люксембурге.

Последние годы жизни провёл в деревне Виничне под Братиславой. Там же у него была и мастерская.

## Некоторые награды
- Премия Союза словацких художников за лучший плакат года (1967)
- Гран-при конкурсов в Аргентине (1974), Югославии (1985) и Праге (1989, вручена также премия Юлиуса Фучика)
- Золотая медаль на конкурсе в Москве (1983)
- Премия на конкурсе в Анкаре (Турция, 1992)

## Отзывы о творчестве
«Два года назад в Югославии, на международной выставке сатирических рисунков я с энтузиазмом голосовал за Милана, претендовавшего на одну из почётных наград. И вдруг — яркая, сильная живопись. Деревенские пейзажи, портреты, навеянные фольклором… 

Нет, это только для меня „вдруг“. В Братиславе, где довелось мне недавно быть гостем „Рогача“, хорошо знают эту лирическую ипостась блестящего карикатуриста, действительно столпа, мастера, маэстро, мэтра и т. д. Но столп этот вдали от шума городского в свободные от журнала минуты увлечённо пишет родную Словакию, её очаровательные ландшафты. И это вовсе не хобби, не отхожий промысел, а одна из граней яркого таланта, не мешающая ему быть острым, смелым сатириком, изобретательным, весёлым юмористом».